# 抵抗制御

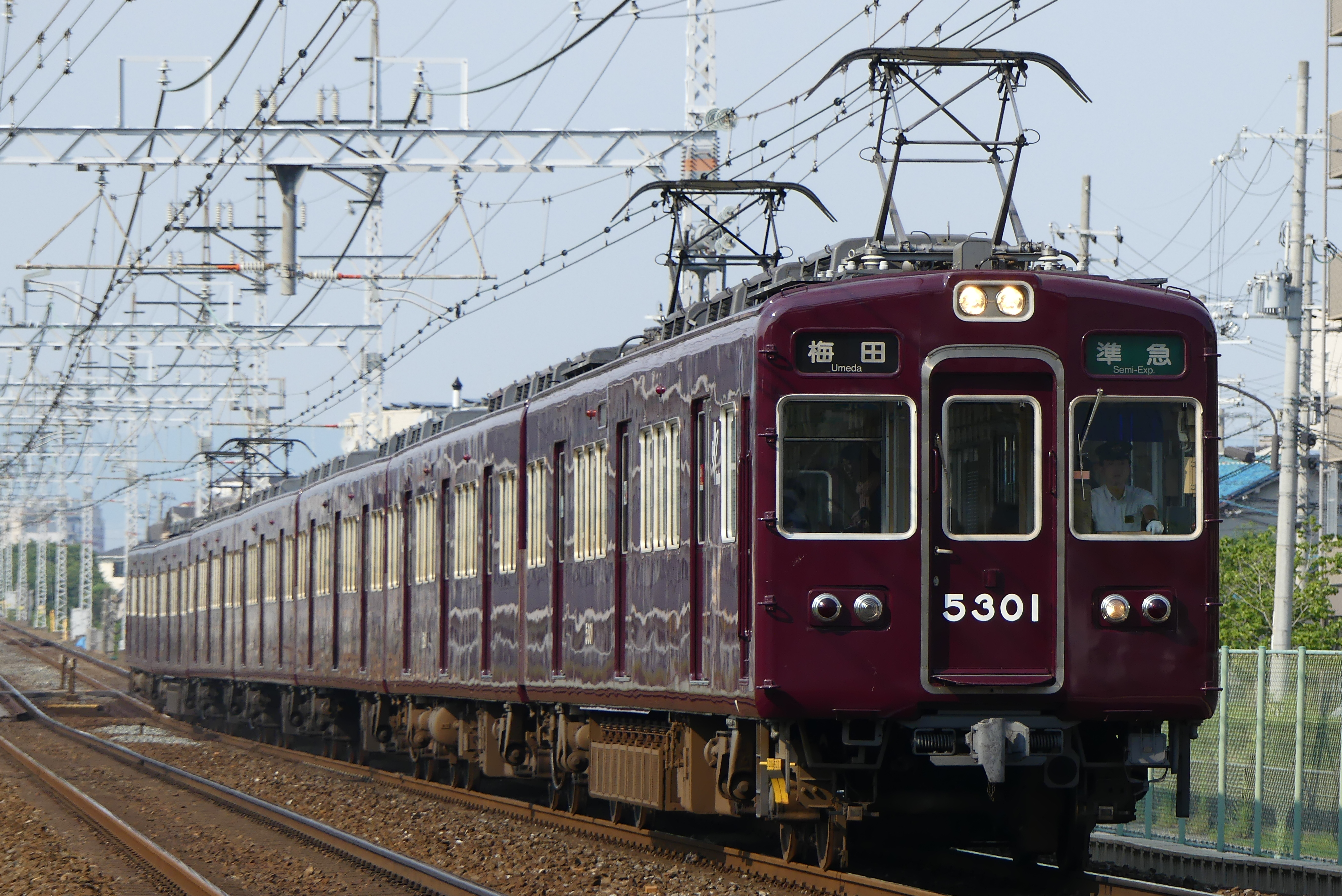
抵抗制御車の阪急5300系

抵抗制御（ていこうせいぎょ）とは、整流子電動機を抵抗器で電機子電流制限を行うことにより起動する方式である。

## 方式の概要

抵抗制御の概念図。
電動機と直列に抵抗を挿入して起動。回転速度の上昇にともない逆起電力が大きくなると、抵抗を減らし電動機への印加電圧を高めて、電流を確保する。

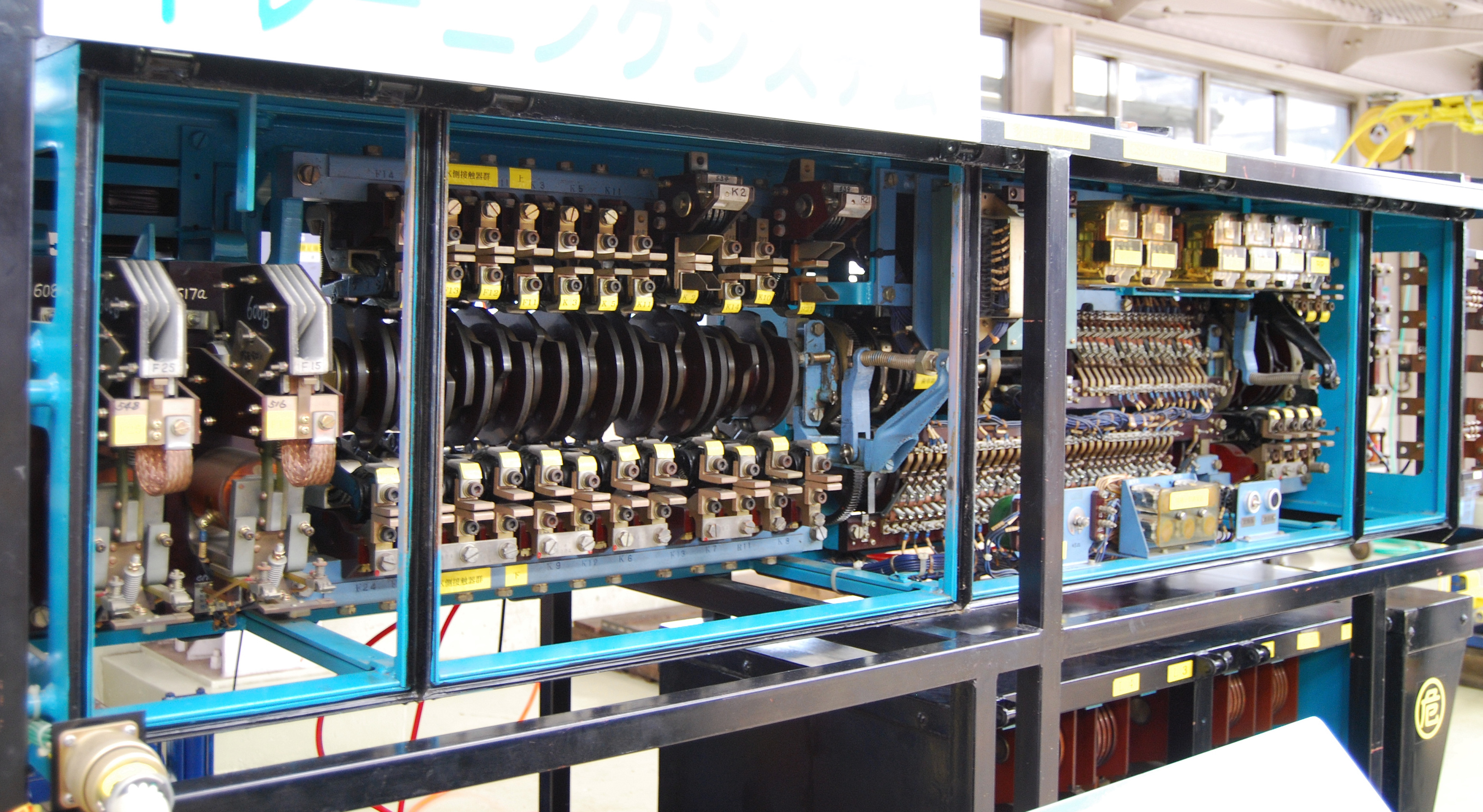
大宮総合車両センターでのトレーニング用教育の一環で使用されていた103系の抵抗制御器。主制御器、カムシャフト、大型接触器、リレーなどがあり抵抗制御において必要な機器類が備え付けられている。

- 抵抗制御とは、電源電圧と電機子逆起電力の差電圧を起動抵抗器に負担させて許容電流内で起動させる方式である。
- 起動時の電流が許容最大値に収まるように、回路抵抗が電源電圧と電機子逆起電力の差電圧を許容電流で割った値になるよう直列に起動抵抗器を接続して始動する。
- 回転速度の上昇につれ逆起電力が大きくなり差電圧が減るので差電圧に比例して徐々に抵抗を減らす。
- 自動加速制御の場合は、限流継電器を併用して、電機子電流が一定値まで減る毎にカム軸またはユニットスイッチの動作により抵抗を抜いてゆくことで、加速度をほぼ一定に保つ。この一定電流値のことを限流値という。抵抗制御では〈限流値＜平均加速電流＜最大電流〉の関係が成り立つ。

電動機が複数ある場合は、限流抵抗制御と共に、始動時は全てを直列接続し1基あたりの電圧を下げ、加速のたびに直列接続の数を減らし1基あたりの電圧を上げて行く「直並列切換え」が併用される例がほとんどである。これにより抵抗で熱として放出される電力損失が半減する。
限流抵抗制御の終了後、おおむね全界磁定格速度以上の速度域で、さらに電動機出力を維持する（定格速度を上げ加速力の減衰を抑える）ためには、次節に示す弱界磁制御による速度制御を行う。

## 弱界磁（弱め界磁）制御
- 抵抗制御で始動する。
- その後、誘導分流器の抵抗値操作、または界磁タップ挿入により界磁電流の制御を行う。
- 加速時は、弱界磁制御を行う。
- 電気制動を採用している車両の場合、減速時（制動時）は、抵抗制動を行う。
  - 全界磁時の電流に対する界磁電流の比を弱界磁率という。例：界磁を60%弱めた状態が40%界磁である。
  - 弱界磁では加速力や制動力が全界磁の時よりも小さくなる。この特性を応用して、起動時の衝動を低減するため、抵抗制御の1段目で界磁を弱める方式を採用した例もある。
  - 弱メ界磁、界磁弱め、WF、タッパーなどと表現することもあるが、すべて弱界磁のことである。

## 利点・欠点

### 利点
- 回路構成が簡単であり、日常時の点検や修理も容易。
  - VVVF制御が主流となった今日でも中小私鉄では多数の抵抗制御の車両が残っている要因の1つである。
- 直流直巻電動機を使用できる。

### 欠点
- 力行時のカム軸またはユニットスイッチによる抵抗進段の途中や、特に直列→並列への切り替えの時は大きな前後衝動が発生する。また、加速力が変動するために粘着性能が劣り、MT比が低いと加速度をあまり上げることができない。
- カム軸を回すため、ノッチを切ってから再度ノッチを入れて再加速するまでのタイムラグが生じる。
  - 衝動を最小限に抑え、かつ粘着性能を増すために、バーニアスイッチによる超多段制御が開発され（バーニア抵抗制御を参照）、国内では1960年代に国鉄・小田急・東武・営団・近鉄・南海が採用した（国鉄は｢CS30・CS40｣、小田急・営団は三菱電機製「ABFM」、東武・近鉄・南海は日立製「VMC」）。バーニアスイッチ併設の場合、衝動を著しく抑制できるが、整備性の面で不利になる。
  - 地下鉄など高加速力を必要とする路線では、現在のVVVF制御では1M1T程度でも十分だが、抵抗制御しかなかったころはMT比を高く（全Mや8M2T等）せざるを得なかった。
- 電気的な制動方式を装備する場合、システムが簡易で済むが抵抗損失を伴う発電制動を使用するのが一般的であるため、制動時に発生する電気エネルギーを有効活用できない（界磁調整器を搭載することで電力回生制動を使用する場合もある。複巻電動機を使用することでより効率的な回生ブレーキの使用が可能となる）。
  - 制御段数にもよるが、発電制動においても力行時と同様に前後衝動が発生する。
- 地下区間では、抵抗器の発する熱でトンネル内の温度が上昇しやすい（電力回生制動を使わない場合、加速時の抵抗損より1桁近く大きい速度エネルギー全部が熱になる）。前述のMT比の問題で電動車自体が多いこともあり、発熱問題に拍車をかけている。
- チョッパ制御やVVVF制御と比較した場合、電力消費量が多くなる。